# Mirassol FC
Der Mirassol FC oder Mirassol Futebol Clube, auch Mirassol genannt, ist ein brasilianischer Fußballverein aus Mirassol, Bundesstaat São Paulo. Er spielt ab der Saison 2025 in der obersten Spielklasse des brasilianischen Fußballs.

## Geschichte

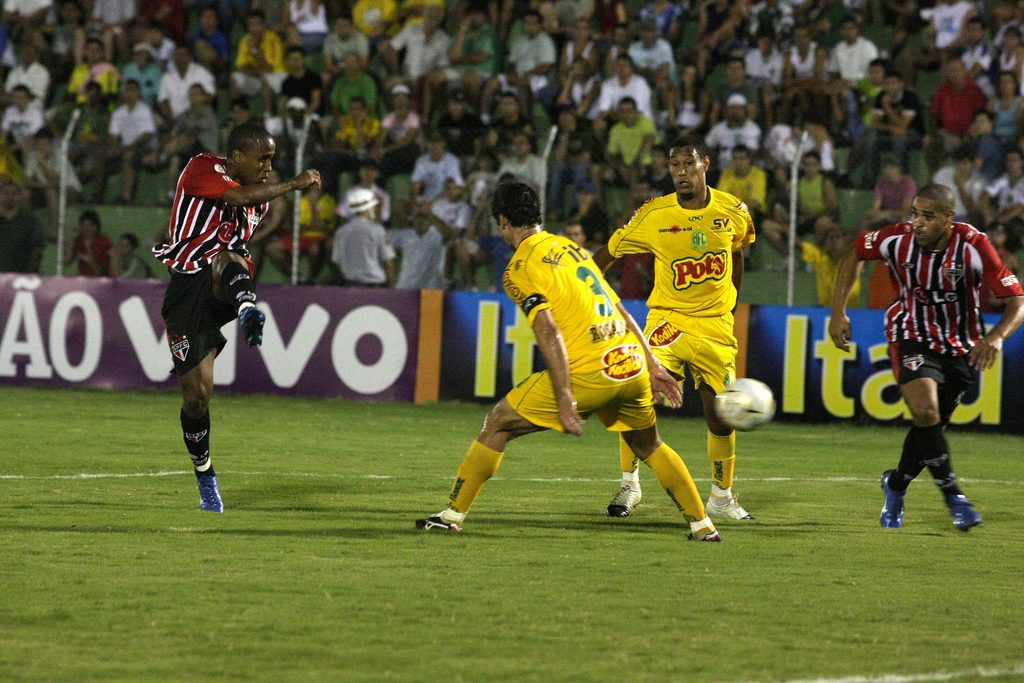
Mirassol-Spiel 2008

Am 9. November 1925 wurde der Verein Mirassol Esporte Clube gegründet.
1960 wurde im Stadtteil ein weiterer Verein gegründet, Grêmio Recreação Esporte Cultura Mirassol. Beide Vereine waren bis 1963 Rivalen, als sie in der dritten Stufe der Staatsmeisterschaft von São Paulo spielten. 1964 fusionierten Mirassol Esporte Clube und Grêmio Recreação Esporte Cultura Mirassol (auch GREC genannt) zu dem neuen Club Mirassol Atlético Clube.
1982 wurde der Mirassol Atlético Clube geschlossen und der Club in Mirassol Futebol Clube umbenannt. 1997 gewann Mirassol seinen ersten Titel, mit dem Gewinn der dritten Liga in der Staatsmeisterschaft von São Paulo. 2007 belegte der Verein im Halbfinale der zweiten Stufe des Bundesstaates São Paulo den zweiten Platz in seiner Gruppe und wurde damit zum ersten Mal in der Vereinsgeschichte zur höchsten Stufe der staatlichen Meisterschaft des Bundesstaates São Paulo befördert.
2020 gewann man die Campeonato Brasileiro Série D und stieg auf. 2022 gelang dem Klub die Meister in der Campeonato Brasileiro de Futebol – Série C und damit der Aufstieg in die Série B.
In der Série B 2024 erreichte der Klub den zweiten Platz und damit erstmals die Qualifikation für die Teilnahme an der obersten Spielklasse Brasiliens. Am 15. April 2025, am vierten Spieltag der Série A 2025, konnte Mirassol im Heimspiel mit einem 4:1-Erfolg gegen den Grêmio Porto Alegre aus Porto Alegre seinen ersten Erstligasieg feiern.

## Allgemeines
Mirassols Teamfarben sind gelb und grün. Das Maskottchen des Clubs ist ein Löwe. Leãozinho, was portugiesisch ist und übersetzt kleiner Löwe bedeutet, ist Mirassols Spitzname.

## Erfolge
- Staatsmeisterschaft von São Paulo Série A3: 1997
- Campeonato Brasileiro de Futebol – Série D: 2020
- Campeonato Brasileiro de Futebol – Série C: 2022